# Lamalou-les-Bains
Lamalou-les-Bains è un comune francese di 2 373 abitanti situato nel dipartimento dell'Hérault nella regione dell'Occitania. È bagnata dalle acque del fiume Orb.

## Società

### Evoluzione demografica
Abitanti censiti